# Ван дер Бент, Иоханнес
Иоханнес (Йоханнес) ван дер Бент (нидерл. Johannes van der Bent; ок. 1650 год, Амстердам —  1690 год, там же) — голландский живописец Золотого века Нидерландов.
Учился сначала у Питера Вауэрмана, а затем у ван де Вельде; перенял не только рисунок и колорит, но и саму манеру этих художников.
Писал пейзажи и картины в стиле жанровой живописи. Не будучи женат, он жил весьма скромно, снимая за умеренную плату квартиру, стол и всё необходимое. Хозяин похитил у него 4 тысячи флоринов, собранные трудами и экономией. Эту потерю ван дер Бент мог бы вернуть своим искусством, но не сумел её перенести и умер с горя. Также причиной его смерти в сорокалетнем возрасте называли туберкулёз.